# Euphemia Bridges Bowes
Euphemia Bridges Bowes, född 1816, död 1900, var en Australiensisk nykterist och kvinnorättsaktivist. Hon grundade nykterhetsrörelsen i Australien genom Woman's Christian Temperance Union i Sydney 1882, vars ordförande hon var 1885–1893. Hon grundade 1886 en kvinnogrupp inom New South Wales Social Purity Society, som arbetade för kvinnors rättigheter, och grundade 1890 en kvinnorösträttsrörelse inom denna, som från 1892 stödde Womanhood Suffrage League of New South Wales.
Euphemia Bridges Bowes emigrerade från Skottland till Australien 1838, och arbetade som tjänsteflicka fram till sitt giftermål med bagaren John Bowes 1842. Maken blev präst 1848, och hon flyttade därefter omkring mellan hans olika församlingar fram till makens pensionering 1880.